# Famille d'Orlier
La famille d'Orlier (de Orliaco en latin), que l'on trouve également sous les formes d'Orlyer, ou d'Orlyé, ou d'Orlié, ou d'Orly, ou d'Orli ou encore Dorlier), est une famille noble de Savoie.

## Histoire, titres et possessions
Établie dans le comté de Savoie avant la fin du XIIIe siècle, la famille d'Orlier serait originaire de Berne, ce qui expliquerait certains points communs entre ses armoiries et celles de cette ville suisse. Selon une autre version, la famille serait originaire d'Irlande et son nom serait une déformation du patronyme O'Reilly.
Dans la seconde moitié du XIVe siècle, un certain Jean d'Orlyé était l'homme de confiance du comte Amédée VI de Savoie et de l'épouse de celui-ci, Bonne de Bourbon, qui l'a chargé de diriger les travaux de construction du château de Ripaille.

### Branche de l'Albanais
Une branche de la famille d'Orlier était installée en Albanais et habitait une maison forte à Viuz-la-Chiésaz. Elle posséda également le château du Cengle, sur le territoire de l'actuelle commune d'Allèves, et plusieurs de ses membres furent coseigneurs de Montpon. Un hameau nommé Orly et une maison forte d'Orlyé existent aussi à Albens.
Un rameau de cette famille, établi dans la vallée du Grésivaudan, semble s'y être éteint entre la fin du XVIIe siècle et le début du XVIIIe siècle.

### Branche de Saint-Innocent

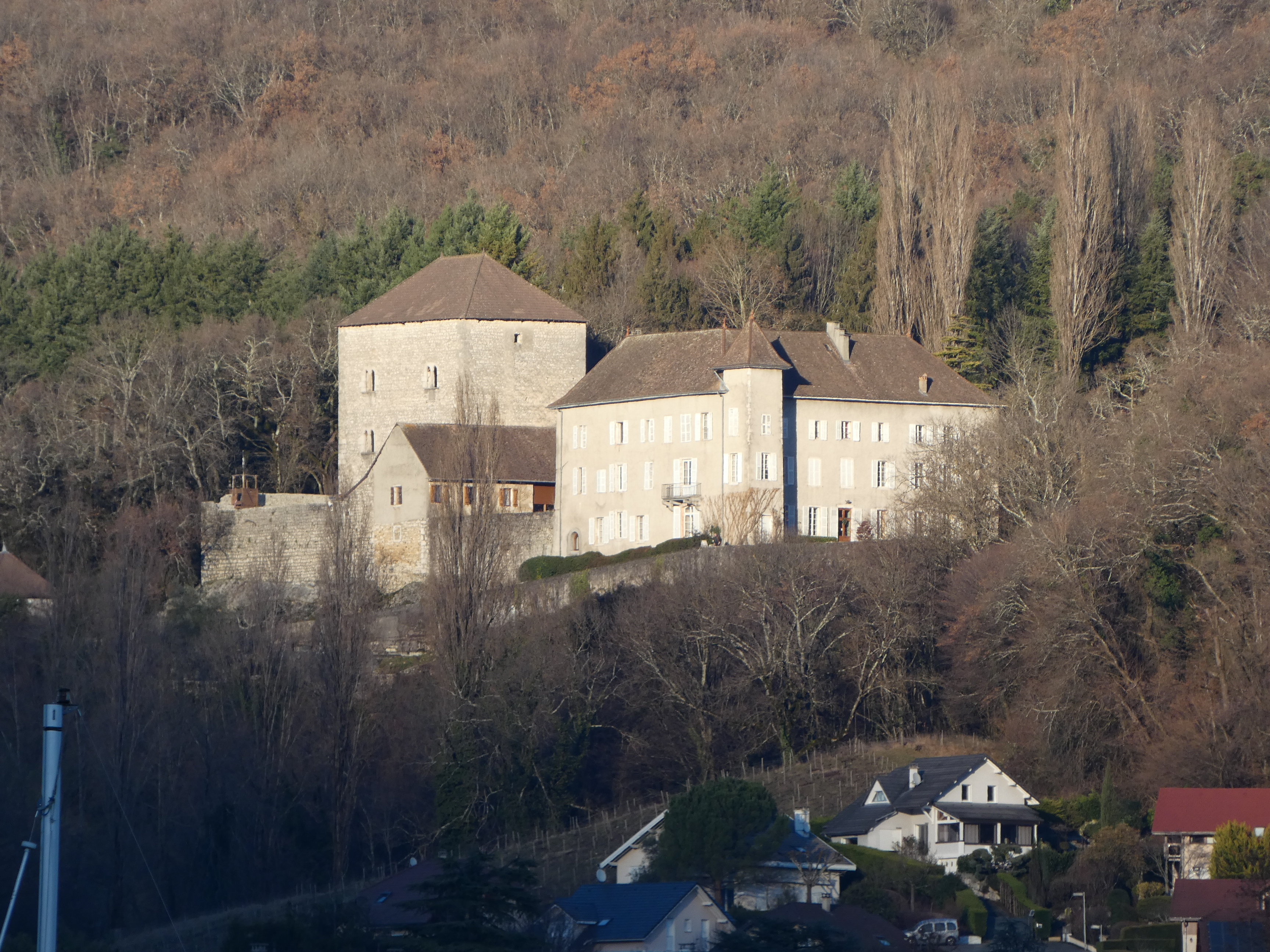
Château de Saint-Innocent, à Brison-Saint-Innocent.

Une autre branche possédait la seigneurie et le château de Saint-Innocent, situés près du lac du Bourget. Le point de jonction de cette branche avec la précédente, antérieur aux années 1340, n'a pas pu être établi. Elle remonterait sa filiation à 1344.
Leurs armoiries avaient le même meuble, un ours, et les mêmes couleurs, mais ces dernières étaient inversées (d'or à l'ours de sable pour la branche de Viuz-la-Chiésaz et de sable à l'ours rampant d'or pour celle de Saint-Innocent). Ces deux branches ont souvent été confondues à la suite des travaux de Guichenon (1650).
La seigneurie de Saint-Innocent, ancienne possession des Seyssel, a été érigée en baronnie (1662) puis en marquisat (1688) par le duc de Savoie,. Le titre de marquis de Saint-Innocent fut confirmé en 1780 par lettres patentes de Victor-Amédée III. En 1786, le quatrième marquis acquit le château Marcel à Saint-Jean-de-Niost, en Bresse.
Cette branche a également possédé la maison forte d'Ameysin entre la fin du XIVe siècle ou le début du XVe siècle et le XVIIe siècle.
La branche s'éteint au début du XXe siècle.

### Branche de Leya puis de Chautagne
Au milieu du XIVe siècle, Richard d'Orlier était l'époux de Béatrice, fille de Péronet de Leya, et hérita de la maison forte de Leya à Duingt.
Au XVIe siècle, à l'occasion d'un échange de terres avec Pierre de Montluel, Oddet d'Orlier, dit de Loex ou de Loys (déformation de Leya), entra en possession d'une propriété en Chautagne. Le château, situé sur le territoire de l'actuelle commune de Serrières-en-Chautagne, a été reconstruit au milieu du XVIIIe siècle par une autre famille, mais il porte toujours le nom de « château Dorlier ».

## Personnalités

### Ecclésiastiques notables
La famille d'Orlier a compté parmi ses membres plusieurs ecclésiastiques catholiques notables.
Jacques d'Orlyé, en religion Guillaume d'Orlyé (vers 1405-1458), est un ermite et bienheureux. Il prend l'habit en 1446, dans l'église des l'église des Dominicains d'Annecy (actuelle église Saint-Maurice), où il a été inhumé après être mort en ermite près d'Allèves,. L'église Saint-Blaise d'Allèves conserve un tableau le représentant aux pieds d'une Vierge à l'Enfant.
Plusieurs membres de la famille ont appartenu à l'ordre hospitalier de Saint-Antoine. Ainsi Pierre d'Orlier puis Claude d'Orlier ont été précepteurs de la commanderie antonite de Chambéry, le premier entre 1383 et 1409, et le second entre 1412 et 1429. Les armes de leur famille, chargées du tau d'azur des antonites, étaient visibles dans l'église de la commanderie (église Saint-Antoine) avant sa démolition au XIXe siècle.
Ces mêmes armes ont été peintes sur le Retable d'Orlier, peint vers 1470-1475 par Martin Schongauer. Son commanditaire est Jean d'Orlier, précepteur de la commanderie d'Issenheim entre 1463 et 1490 et ancien précepteur des antonites de Ferrare.
À la même époque, Sébastien d'Orlier fut l'abbé commendataire de l'abbaye d'Hautecombe, où plusieurs membres de sa famille sont inhumés.
Petit-fils du premier marquis de Saint-Innocent, Jean-Baptiste d'Orlier de Saint-Innocent (1709-1794) est le premier évêque de Pignerol de 1749 à 1794,.

Religieux de la famille d'Orlier
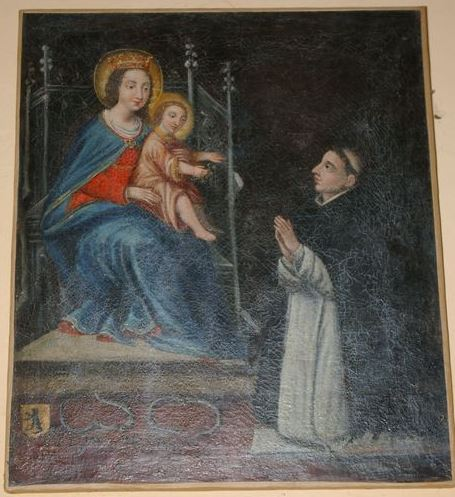
Guillaume d'Orlyé (tableau du XVIIe siècle, église Saint-Blaise d'Allèves).
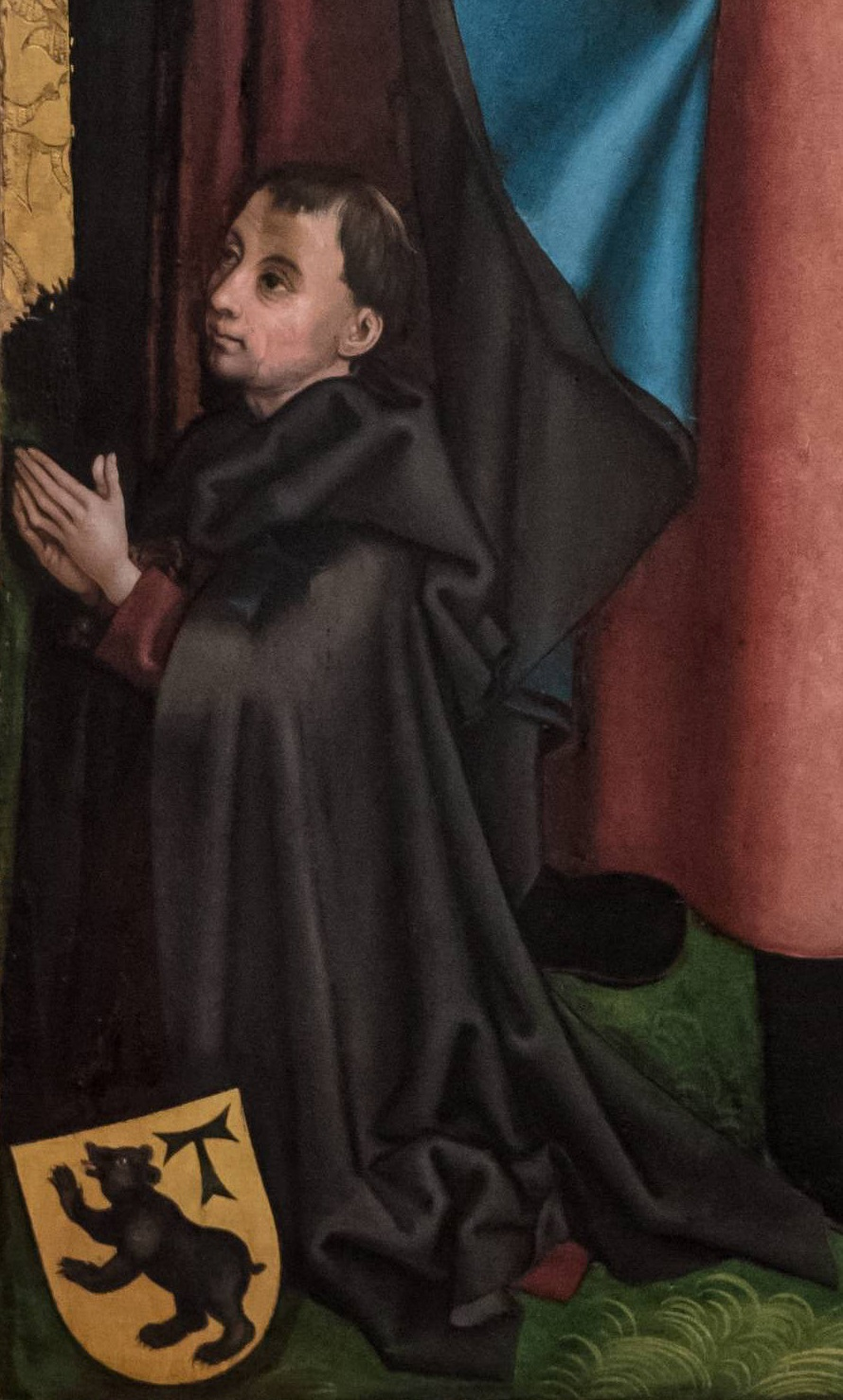
Jean d'Orlier (Martin Schongauer, Retable d'Orlier, vers 1470-1475, Colmar, Musée Unterlinden).
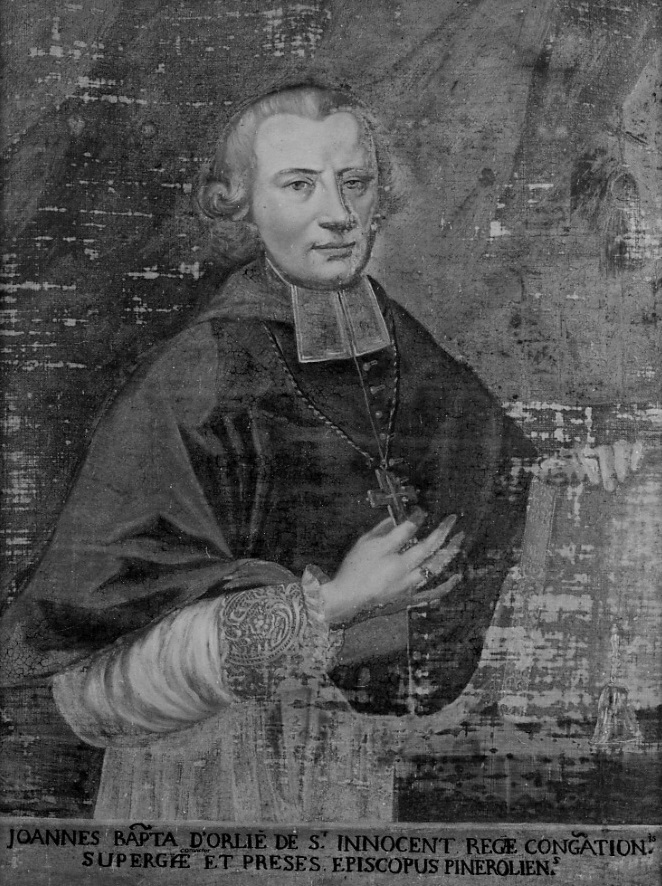
Jean-Baptiste d'Orlier de Saint-Innocent, évêque de Pignerol (tableau du XVIIIe siècle, couvent des Servites de Marie de Turin).

### Autres personnalités
- Antoine d'Orlyé de Saint-Innocent, gouverneur de Nice, mourut en 1476 lors de la bataille de Morat[19].
- Philibert d'Orlyé (1846-1931) est maire de Seynod (où existe un château d'Orlyé) entre 1871 et 1885, puis de Menthon-Saint-Bernard entre 1892 et 1928[21]. Son fils, Jean d'Orlyé (1879-1977), fut président de l'Académie florimontane de 1955 à 1961[22].

## Armoiries
- Oulier [sic] ou Orlier : d'or, à un ours de sable.[23].
- Orly : d'or à l'ours rampant de sable[24].

Variante des antonites :

Blason de la famille d'Orlier.

- Orly : d'or à l'ours de sable, le tau d'azur au canton senestre de l'écu[18].

Variante, inversant métal et émail, de Saint-Innocent :
- Orly : de sable, à l'ours rampant d'or[10].

Autre variante :
- Orlier : d'or à l'ours de sable rampant (alias debout), langué et armé de gueules[25],[26].

Armes
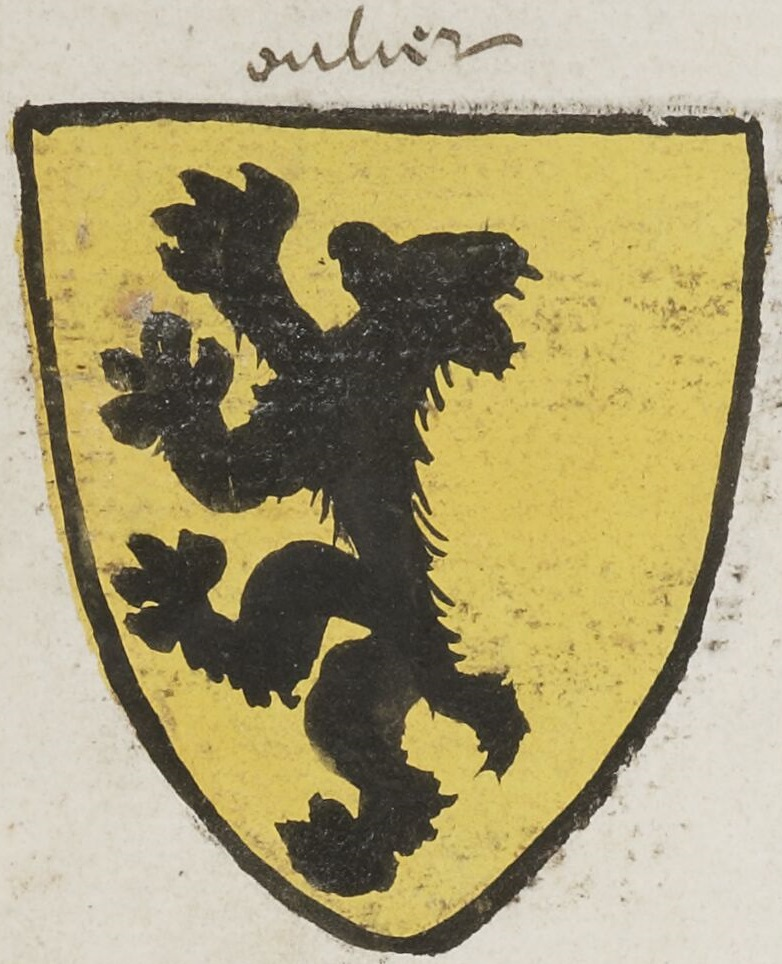
Armorial de Gilles Le Bouvier, vers 1455.
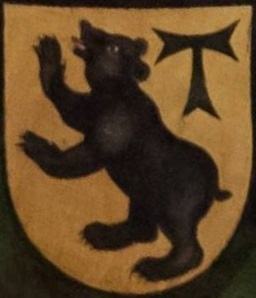
Armes de Jean d'Orlier (Retable d'Orlier, vers 1470-1475).
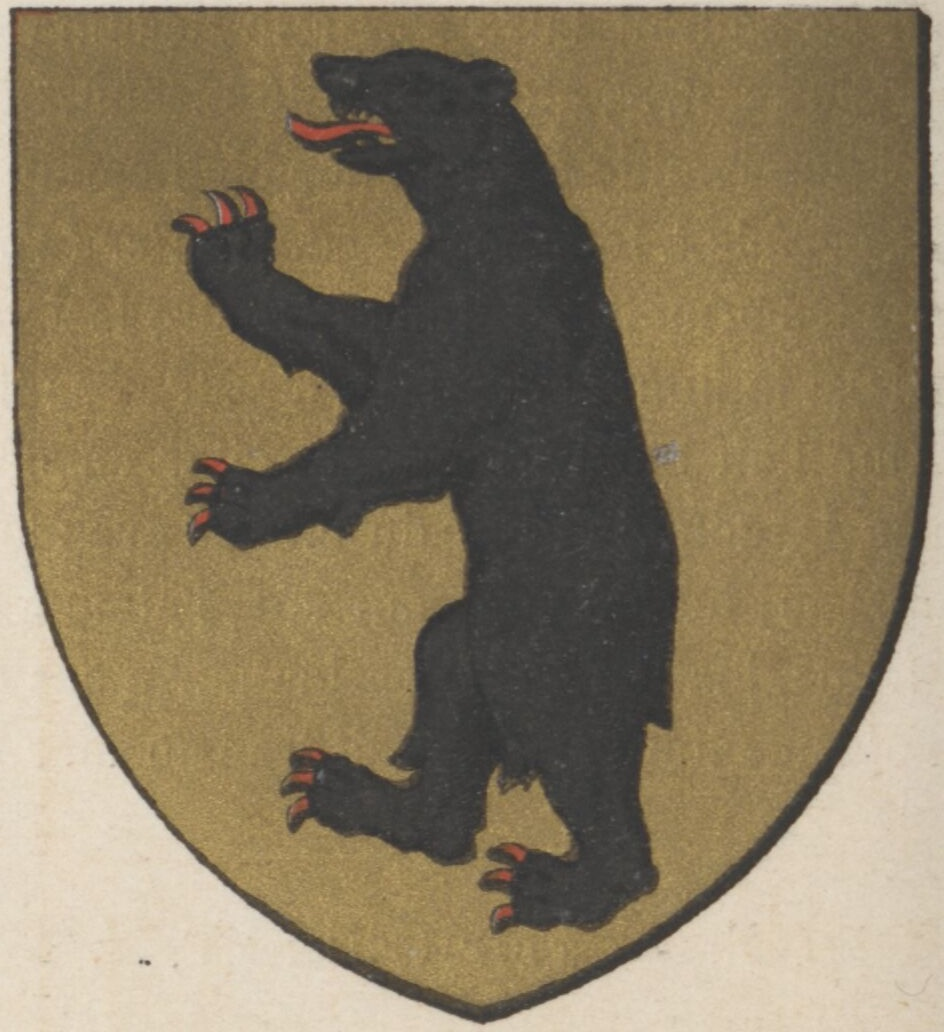
D'après Amédée de Foras (1883)[25].